# Бабійчук Василь Савелійович
Василь Савелійович Бабійчук (нар. 1915 — ?) — український радянський компартійний діяч, 1-й секретар Жидачівського, Турківського, Сокальського та Радехівського райкомів КПУ Львівської області. Депутат Верховної Ради УРСР 4-го скликання. 

## Біографія
Член ВКП(б) з 1940 року.
У 1952 — січні 1959 року — 1-й секретар Жидачівського районного комітету КПУ Дрогобицької області.
З січня 1959 року — голова виконавчого комітету Жидачівської районної ради депутатів трудящих Дрогобицької області.
У 1959 — серпні 1961 року — 1-й секретар Турківського районного комітету КПУ Львівської області.
У серпні 1961 — грудні 1962 року — 1-й секретар Радехівського районного комітету КПУ Львівської області.
У грудні 1962 — січні 1963 року — заступник секретаря парткому Сокальського виробничого колгоспно-радгоспного управління Львівської області.
У січні 1963 — січні 1965 року — секретар парткому Сокальського виробничого колгоспно-радгоспного управління Львівської області.
У січні 1965 — 19 листопада 1978 року — 1-й секретар Радехівського районного комітету КПУ Львівської області.
З 1978 року — персональний пенсіонер.

## Нагороди
- орден «Знак Пошани» (26.02.1958)
- орден Трудового Червоного Прапора (31.12.1965)
- ордени
- медалі